# 대구 청구대 붕괴 사고
대구 청구대 붕괴 사고(大邱青丘大崩壞事故)는 1967년 6월 15일 신축 공사가 진행 중이던 청구대학 구내의 5층 건물 일부가 붕괴하면서 7명이 사망하고 20여 명이 중경상을 입은 사건이다.